# Quận Gregory, South Dakota
Quận Gregory là một quận thuộc tiểu bang Nam Dakota, Hoa Kỳ. Quận lỵ đóng ở Burke6. Quận được đặt tên theo. Dân số theo điều tra năm 2000 của Cục điều tra dân số Hoa Kỳ là 4792 người.

## Địa lý
Theo Cục điều tra dân số Hoa Kỳ, quận này có diện tích 2728 km2, trong đó có 97 km2 là diện tích mặt nước.